# Дыдышко, Вячеслав Иосифович
Вячеслав Иосифович Дыдышко (род. 10 марта 1949, д. Липск, Ляховичский район, Брестская область, БССР) — белорусский, ранее советский, шахматист; международный мастер (1982), гроссмейстер (1995).

## Биография
Родился 10 марта 1949 года в д. Липск Ляховичского района Брестской области БССР.
Начал играть в шахматы с 5 лет под влиянием брата Михаила. Среднюю школу закончил в 1966 году с золотой медалью. Заочно закончил математический факультет Белорусского государственного университета. Работал в области создания автоматизированных систем обработки информации на Минском подшипниковом заводе, в конструкторском бюро Института строительства и архитектуры, заместителем начальника главного вычислительного центра Государственного комитета по статистике БССР.
Участник шести Всемирных шахматных Олимпиад, за индивидуальный результат на 31-й шахматной Олимпиаде в г. Москве (1994 г.) награжден Малой Золотой медалью.
11-кратный чемпион Республики Беларусь. Победитель международных соревнований, в том числе шахматного фестиваля Berliner Zommer (Берлин, 1995), ХХI Мемориала А. Рубинштейна (Поляница-Здруй, 1983), открытого турнира в Мюнстере (1995) и многих других. В первенстве СССР среди юношей до 18 лет разделил 3-4 место (Москва, 1966).
Заслуженный тренер Республики Беларусь (2013 г.). Тренировал WGM/IM А. Зезюлькину, неоднократную чемпионку мира и Европы среди девушек, многократную чемпионку Беларуси среди женщин.
Свой взгляд на актуальные проблемы шахмат изложил в книгах «Логика современных шахмат» и «Интеллектуальные шахматы», предназначенных, как для любителей, так и для профессиональных шахматистов.

## Изменения рейтинга
| Графики недоступны из-за технических проблем. См. информацию на Фабрикаторе и на mediawiki.org. |

## Книги
- Дыдышко В. И. Логика современных шахмат. — Минск : Полымя, 1984. — 432 с. ISBN 5-345-00162-6.
- Дыдышко В. И. Интеллектуальныне шахматы. — Минск : Жилкомиздат, 2022. — 240 с. ISBN 978-985-90494-7-7.